# 포도주의 페놀 성분

타닌산

포도주의 페놀 성분(영어: phenolic content in wine)은 포도주에 포함되어 있는 물질들 중 페놀 성분에 관해 서술하는 문서이다. 포도주에는 수백 종류의 페놀성 화학 성분이 포함되어 있으며, 이는 와인의 맛, 향 그리고 바디감에 영향을 미친다. 이러한 화학 성분에는 페놀산, 플라보놀 등이 있다. 그 중 타닌은 안토시아닌과 함께 Flavonoids 페놀에 포함된다.
※ Non-Flavonoids : Stilbenoids, phenolic acid

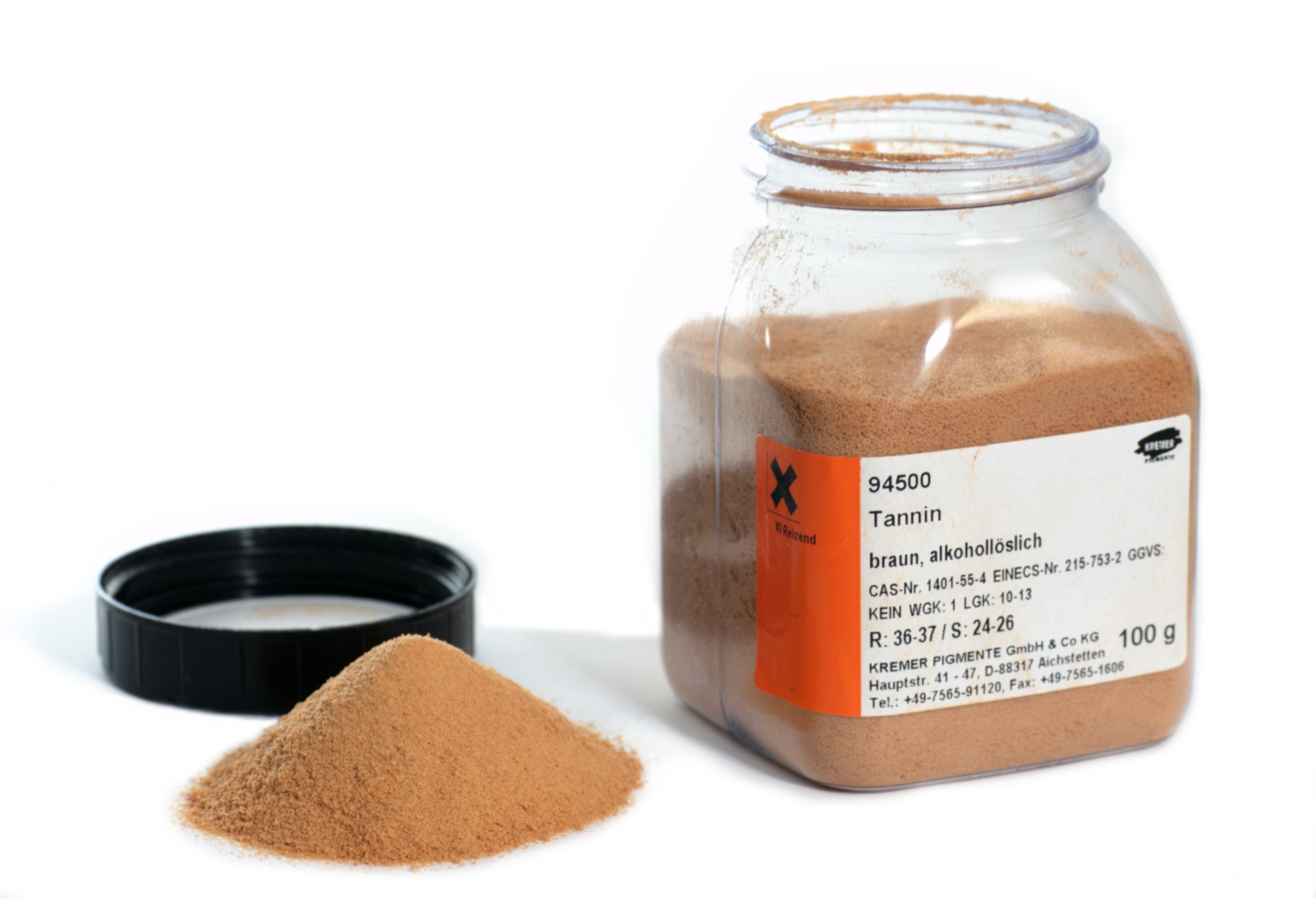
탄닌 파우더

타닌은 와인의 색과 숙성도, 그리고 조직을 구성하는 다양한 화학물질 덩어리이다. 타닌은 무취이며 무미하지만 와인을 마시는 동안 느껴지는 드라이한 느낌과 입에 잔류하는 쓴맛으로 인지된다.  이는 타닌이 침 속에 포함된 단백질과 반응하는 성질을 가지고 있기 때문이다. 보통 고단백질의 음식(붉은 육질의 고기)과 와인을 함께 섭취할 경우 타닌의 떫은 맛이 줄어들게 된다. 그럼에도 불구하고, 많은 와인 애호가들은 타닌의 떫은 특성인 바디감을 좋아한다. 타닌은 포도의 껍질, 줄기, 그리고 씨에 포함되어 있지만 하지만 오크통 발효과정에서 추가되기도 하고, 타닌 파우더를 뿌리는 경우도 있다.

## 포도의 폴리페놀

### 플라보노이드

#### 탄닌

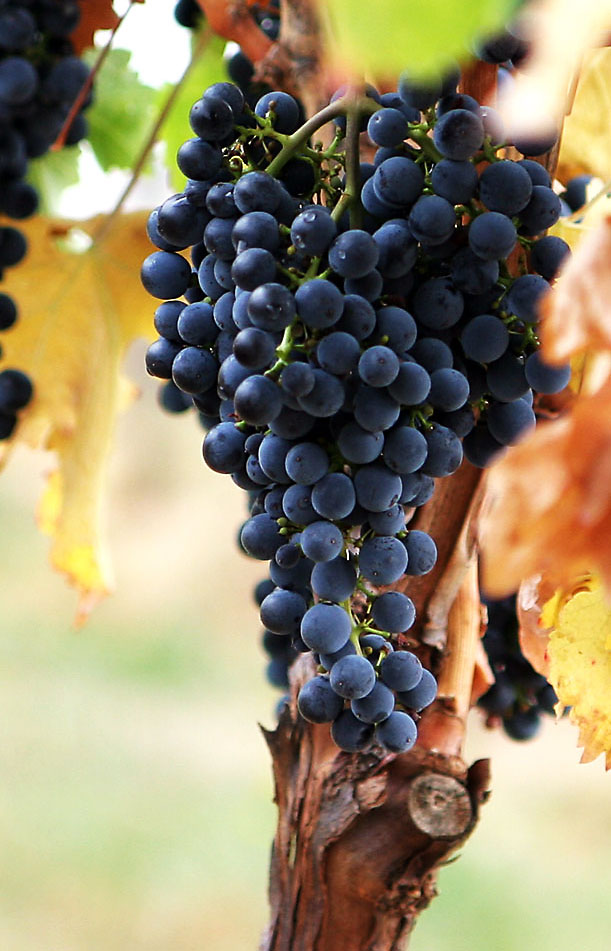
포도의 껍질, 씨, 줄기에는 탄닌이 포함되어 있다

포도에 있는 천연 타닌은 안토시아니딘의 한 종류인 프로안토시아니딘(proanthocyanidin)으로 명명되는데, 이는 열을 받을 경우 붉은 안토시아닌 색소를 더 발현시키기 때문이다. 포도 추출물에는 주로 단량체와 저중합체가 많다. 포도의 씨는 세 종류의 단량체(catechin, epicatechin, epicatechin gallate)와 저중합체(procyanidin)를 포함하고 있다. 포도 껍질에는 4종류의 단량체(catechin, epicatechin, gallocatechin, epigallocatechin)와 2종류의 저중합체(procyanidins, prodelphinidins)가 포함되어 있다. 타닌은 안토시아닌과 반응하여 ‘Pigmented 타닌’이라는 새로운 종류의 타닌이 되고, 이것이 레드와인의 색에 영향을 미치게 된다.

##### 타닌이 와인에 미치는 영향

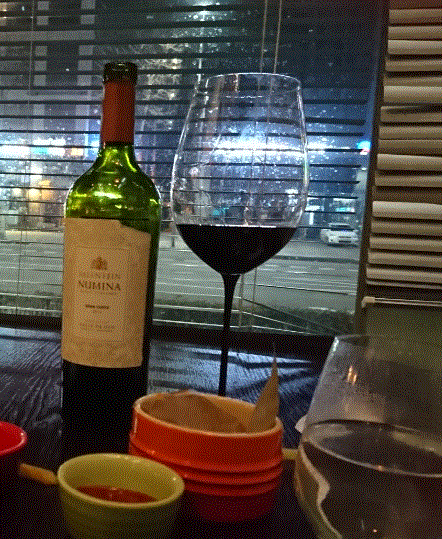
레드 와인

와인양조 과정에서 포도껍질, 줄기, 그리고 씨가 발효되는 시간은 와인에 잔류하는 타닌의 함량에 영향을 미치고, 제거를 늦게 할수록 타닌량이 높아진다. 수확 후 줄기는 대부분 발효 이전에 제거가 되지만, 타닌 함량이 낮은 포도로(피노 누아 등) 와인을 만드는 양조자의 경우 의도적으로 줄기 일부를 남겨두기도 한다. 와인에 타닌 함량이 지나치게 높을 경우, 양조자들은 알부민, 카세인, 젤라틴 등을 첨가하여 이를 침전물 형태로 제거한다. 와인이 숙성됨에 따라 타닌은 더 긴 단량체 고리를 형성하게 되고, 이 과정에서 타닌함량이 줄어들면서 와인의 맛이 부드러워지게 된다. 이는 와인을 산화시키면 더 가속화되는데, 중합되기 쉬운 퀴논 같은 화합물로 변화되는 것이다.

###### 포도 숙성도에 따른 타닌
뿐만 아니라 포도가 익고, 덜 익음에 따라서도 타닌 함량은 달라질 수 있다. 이러한 “숙성도”는 포도의 당도와 맛을 결정하며, 이에 따라 수확시기가 결정된다. 더 익은 포도의 타닌은 상대적으로 부드러우나 여전히 와인의 질감에 영향을 미친다.

###### 타닌의 방부제 역할
타닌은 와인의 천연 방부제이다. 숙성되지 않은 와인의 경우 타닌 함량이 높으며 타닌 함량이 낮은 와인에 비해 맛이 좋지 않을 수 있다. 어린 와인일수록 타닌의 떫은 맛이 입에 남게 되지만 병입 후 숙성되는 과정에서 (단량체가 다량체로 결합) 독특한 향 “부케”를 가지게 된다. 이를 위해서는 와인이 적절한 온도(섭씨 13~16도)에서 적절히 보관되어야 하며 좋은 포도로 만들어진 와인의 경우 최대 40년까지 보관될 수 있다.

##### 탄닌의 맛

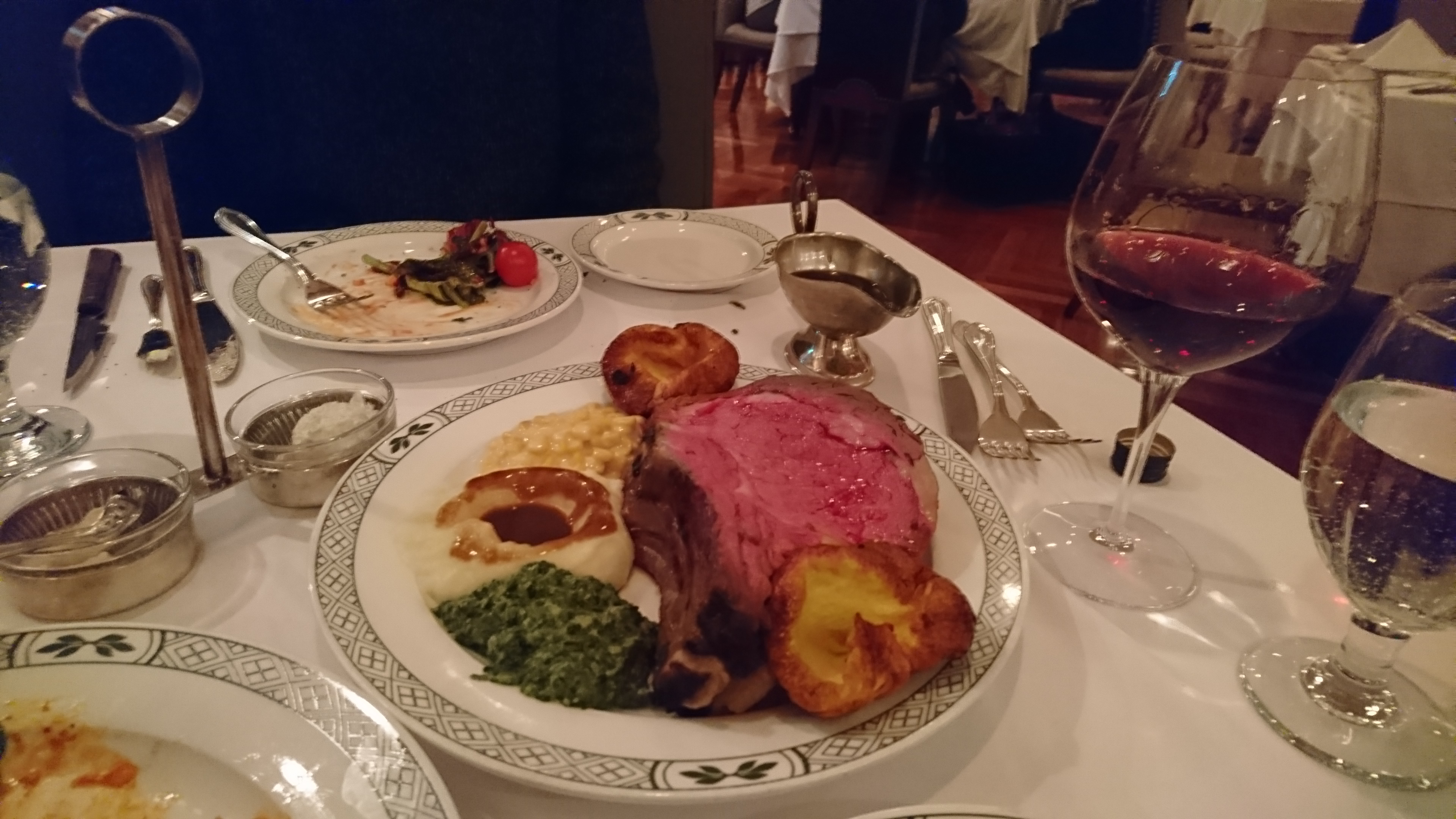
탄닌 함량에 따른 와인 페어링

타닌은 입에 남는 드라이하고 거칠한 느낌으로 묘사될 수 있으며, 이는 아주 진한 홍차에서 느껴지는 맛과 비슷하다. 와인에 있어 타닌은 반드시 필요한 풍미는 아니지만 톡 쏘는 듯한 떫은 맛을 주는 중요한 성분이다. 와인에서 타닌을 잘 느끼기 위해서는 혀의 질감에 집중해야 한다. 높은 타닌의 와인은 입안이 마르고 오그라드는 감각을 느끼게 하며, 입 속 단백질을 제거해준다. 때문에 단백질 함량이 높은 고기, 치즈, 파스타와 같은 음식과 함께 할 때 입안의 미각을 정돈해주는 역할을 한다.

##### 포도 품종에 따른 탄닌 특성
포도에 포함되어 있는 타닌 양은 포도 품종에 따라서 다르지만 특히 까베르네 쇼비뇽, 네비올로, 쉬라, 그리고 따나(Tannat)는 가장 타닌 함량이 높은 대표적인 4개 품종이다. 보르도 같은 많은 지역에서 생산되는 까베르네 쇼비뇽과 같은 품종은 타닌 함량이 낮은 메를로나 까베르네프랑 등과 블렌딩되기도 한다. 화이트 와인의 경우 상대적으로 타닌 함량이 낮기 때문에 상대적으로 보관 기간이 짧아 빨리 마셔야 한다.
| 높은 타닌 | 까베르네쇼비뇽 | 몬테풀치아노 | 네비올로 | 산지오베제 | 템프라니오 | 까베르네프랑  |
| 중간 타닌 | 까르미네르     | 말벡         | 쉬라     | 진판델     |            | 네그로 아마로 |
| 낮은 타닌 | 피노누아       | 바르베라     | 가메     | 마르살라   | 마수엘로   | 마데이라      |

##### 타닌과 건강
와인 관련 연구에 따르면 프로안토시아디닌은 심장혈관 질환의 발병률을 낮추는데 도움을 준다. 이 연구 결과에 의하면 타닌은 동맥경화에 영향을 미치는 펩타이드의 생산을 낮추는 효과를 가지고 있다. 특히 프랑스 남서부의 지역과 사르디니아(이탈리아 서쪽 섬)의 와인에 프로안토시아니딘의 함량이 높게 나타났으며, 해당 지역의 거주자들이 상대적으로 수명이 긴 것을 발견했다. 많은 와인 애호가들은 까베르네 쇼비뇽 같은 포도품종이나 거친 오크 숙성과정에서 나오는 천연의 타닌을 좋아하는데, 이것이 장수의 비결이자 노화방지 효과가 있다고 생각하기 때문이다.

## 포도 외의 폴리페놀

### 포도 외의 탄닌

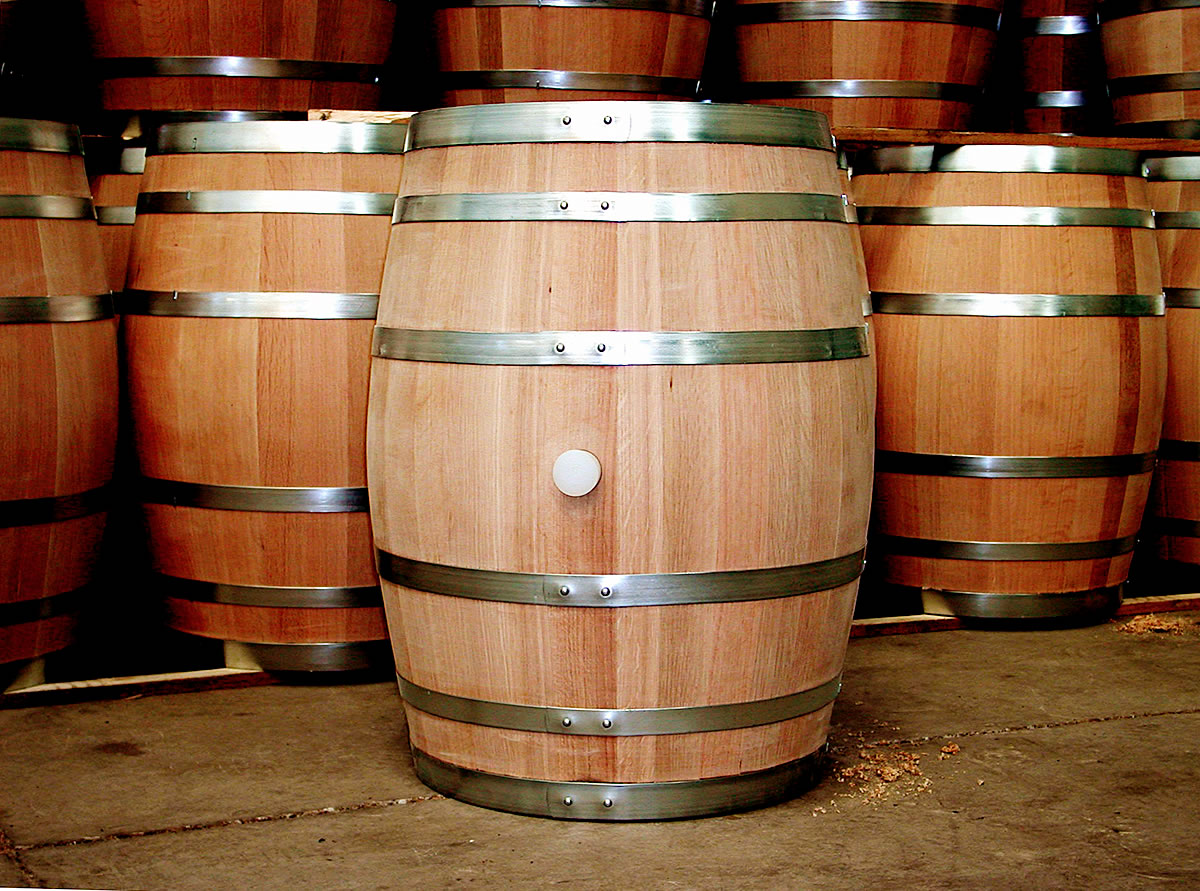
오크배럴

‘양조 타닌’ 이라고 알려진 판매용 타닌도 있는데 이는 오크나무, 포도씨와 껍질, 케슈넛, 케브라초, 과일 등에서 추출되어, 각각의 와인 양조 과정에 첨가된다. 이 첨가된 타닌들은 와인의 색을 개선하고 보관성을 높이는 효과를 준다. 오크에서 추출된 타닌은 ‘가수분해성 타닌’이라고 불리는데 이는 나무의 갈산 성분으로부터 생성된다.
타닌과 같은 페놀 화합물들, 그리고 바닐린은 오크 숙성 과정에서도 생성된다. 오크 배럴은 바닐린과 가수분해 가능한 타닌을 와인에 첨가하며, 이는 나무 조직의 리그닌에서 추출되는 것이다. 이는 와인이 산화되는 것을 방지해준다. 새로운 오크통은 사용된 오크통에 비해 더 많은 타닌을 만들어낸다.

## 같이 보기
- 포도주 숙성